# Європейський (готель, Сімферополь)
Готель «Європейський» (рос. Гостиница «Европейская»), раніше «Золотий якір» — загальна назва історичних будівель в Сімферополі, Автономна Республіка Крим, що розташовувалися на місці сучасного скверу ім. 200-річчя Сімферополя на розі вулиці Салгирна (нині Проспект Кірова) і провулку Фабра (нині провулок Раднаркомівський).
Перша, двоповерхова, будівля була зведена в першій половині XIX століття, перебудована в 1897 році, пізніше на її місці збудована нова, триповерхова. У роки перших визвольних змагань її займали штаби практично всіх армій, що контролювали місто. У часи радянської окупації в будинку розміщувався ЦВК та Раднарком Кримської АРСР, будинок сильно постраждав у роки німецько-радянської війни і був знесений у 1950 році.

## Історія

### У Російській імперії

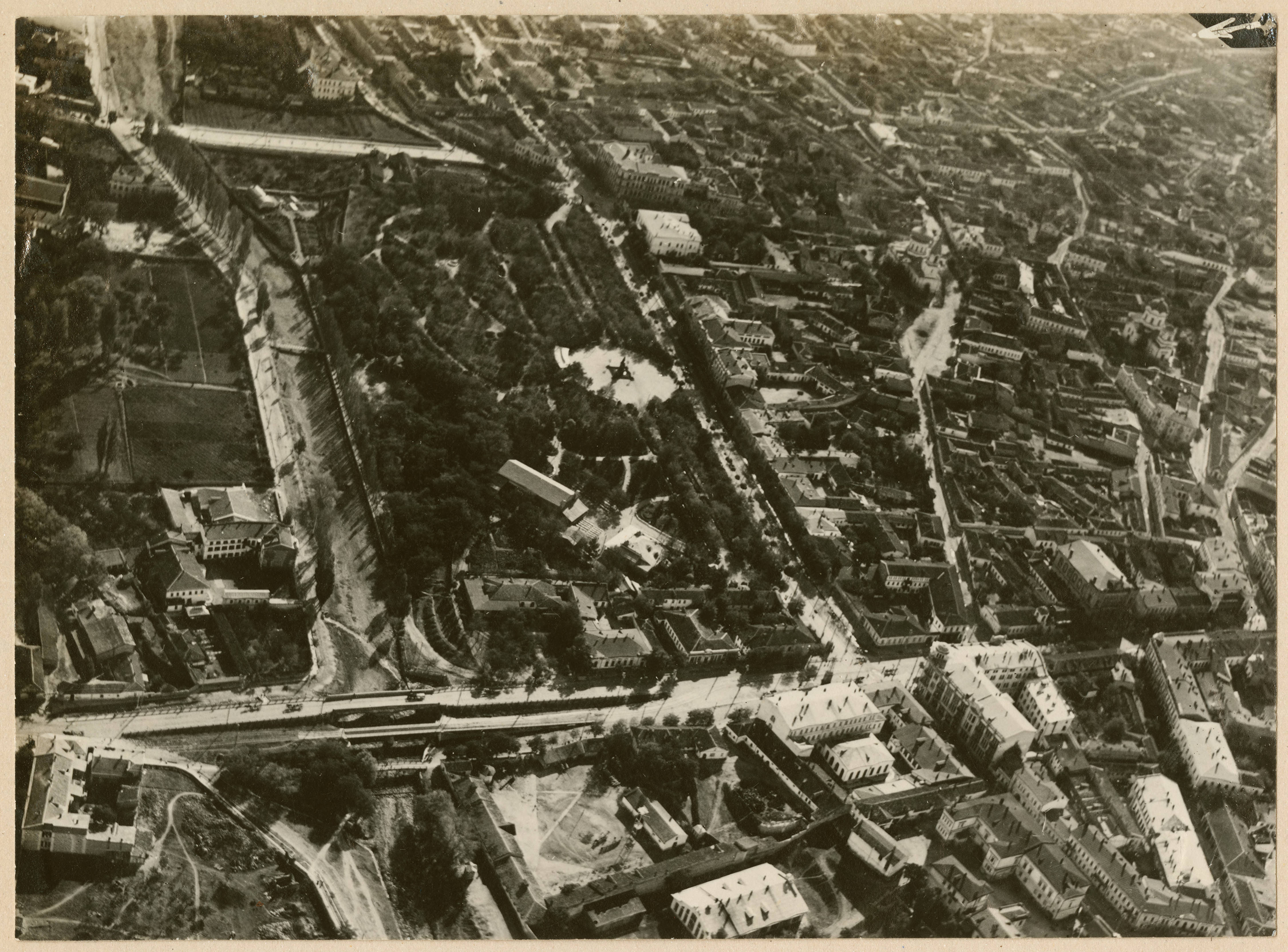
Готель «Європейський» (внизу праворуч) на німецькому аерофотознімку 1918 року

Перша зафіксована будівля на цьому місті з'явилася після російської анексії Кримського ханства, приюлизно у 1785—1786 роках. Це був одноповерховий будинок, критий черепицею, із дев'ятьма вікнами. Він належав племіннику гауляйтера Таврійської області В. Каховського — секунд-майору російської армії Дмитру Леслі, затвердженому 28 лютого 1785 р. Г. Потьомкіним на посаді обласного прокурора.
Коли сімейні обставини вимагали присутності Леслі на рідній Смоленщині, він передав будинок Наказу громадського піклування, і в 1797 році тут було створено перший у Таврійській губернії середній навчальний заклад — народне училище. Потім воно почало називатися малим народним, а з 1809 року — повітовим. Тут же 1812 року було відкрита й Сімферопольська чоловіча казенна гімназія.
Будинок Леслі був придбаний з торгів сімферопольським чиновником, пізніше катеринославським губернатором, Андрієм Фабром. На його місці ним було зведено новий будинок.
За заповітом Фабра, будинок було перетворено на притулок для хлопчиків-сиріт та напівсиріт, де вони отримували загальну та спеціальну технічну освіту. При притулку було відкрито ремісничу школу, яка готувала ковалів, слюсарів та інших фахівців, де навчалося 18 учнів. Притулку належало понад 8 тис. десятин землі у Криму та близько 300 тис. рублів — пожертвування Фабра та інших осіб. Провулок серед жителів називався також і офіційно отримав ім'я Фабра в 1904 році.
На території будівництва при копанні артезіанського колодязя в 1837 бур натрапив на бивень мамонта.
У 1839 році у кутку Салгірної та Фабра був побудований невеликий готель «Золотий Якір» (третій у місті після «Одеси» та «Афінської»). У готелі «Золотий якір» у вересні 1846 року проживав, приїхавши до Сімферополя на гастролі, актор Михайло Щепкін та критик Віссаріон Бєлінський, що його супроводжував.

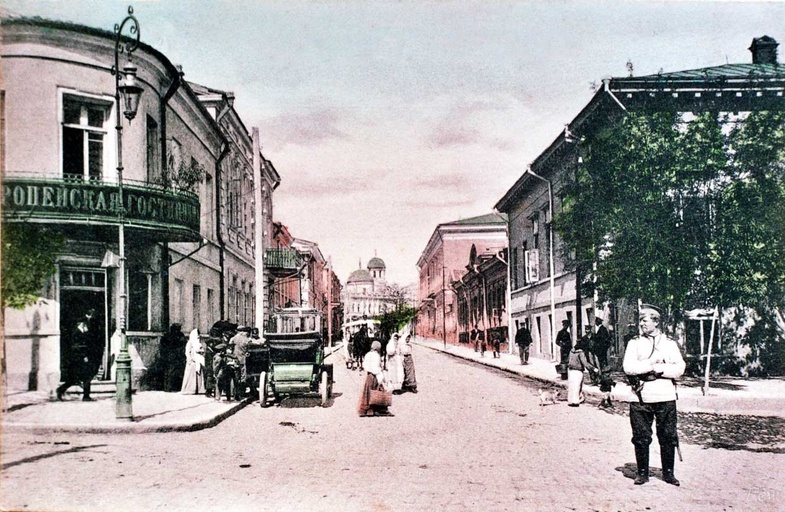
Готель «Європейський» до перебудови, провулок Фабра, розфарбована дореволюційна поштова картка

Кілька місяців (з перервами) у 1854—1855 роках під час Кримської війни у готелі «Золотий якір» на вулиці Салгірній жив хірург Микола Пирогов. Він працював у Севастополі з жовтня 1854 року до травня 1855 року, а після поїздки до Петербурга повернувся до Сімферополя, де керував госпіталями з вересня по листопад 1855 року. Він зробив безліч операцій, читав лекції місцевим лікарям у будинку А. Я. Рудзевича (нині вул. Р. Люксембург, 11а).
Сергій Сергєєв-Ценський у романі «Севастопольські жнива» так представляє цей епізод, використовуючи пізнішу назву готелю: «Дим коромислом стояв у готелі „Європа“. Всі кімнати були міцно зайняті приїжджими, що платили за них за найвищими цінами… Пирогов, який приїхав сюди на парі госпітальних коней, заздалегідь знав, звичайно, що не було чого й думати влаштуватися на кілька днів у найкращому з сімферопольських готелів, і все-таки він, зійшовши з коляски, увійшов до „Європи“».
У 1897 році новий власник Шнейдер збудував на цьому місці новий двоповерховий готель і назвав його «Європейський». У путівнику Григорія Москвича 1908 року він згадується як одна з багатьох: «Європейський напроти бульвару. Номери від 75 копійок, подвійні від 1 р. 50 коп.»
Пізніше готель був перебудований. Нова будівля стала триповерховою і відразу стала однією з найкращих будівель у Сімферополі. Путівник по Криму від 1913 року вже виділяє її особливо: «Європейський готель — найбільший і найкомфортніший у місті. Він знаходиться на вулиці Салгирна біля бульвару. Вирізняється оригінальним стильним фасадом». Рекламний проспект готелю повідомляв: «75 салонів та номерів. Повний комфорт. Електричне освітлення, центральне опалення. Ванни. Ліфт. Приміщення для екіпажів та коней. Гараж. Розкішний ресторан, їдальня, кабінети, зразкова кухня».

### Під час Перших визвольних змагань
Після повалення більшовиками Кримської народної республіки та встановлення у місті окупаційної радянської влади у січні 1918 року готель «Європейський» став штабом червоногвардійських загонів. У лютому — березні 1918 року тут працювали ЦК Рад та ЦВК окупаційної Соціалістичної радянської республіки Тавриди на чолі з Жаном Міллером. Тут розміщувалися кабінети Головного комісара при Раді у військових справах та «боротьбі з контрреволюцією» Юрія Гавена, командувача червоногвардійського загону Сергія Хацко та інші.
Після звільнення Криму від більшовиків Армією Української Народної Республіки на чолі з полковником Петром Болбочаном у квітні 1918 року, та ультиматуму німецької влади, Крим захопила німецька армія, що у квітні-жовтні 1918 року володіла півостровом разом з владою Кримських крайових урядів.

Князь В. А. Оболенський згадує про візит до штабу Роберта фон Кош: «.. я зараз же вирушив до Європейського готелю, де незмінно поміщалися всі штаби військ, які займали Сімферополь… У Європейському готелі я одразу потрапив у особливу німецьку атмосферу дисципліни та порядку, що збільшувала відчуття залежності від грубої військової сили, яка над нами володарювала. шпурляють коридорами і сходами, а серед цієї тиші, що суворо дотримується, лунко лунають твердю кроки з позв'якуванням шпор офіцера і його односкладні наказові розпорядження…»

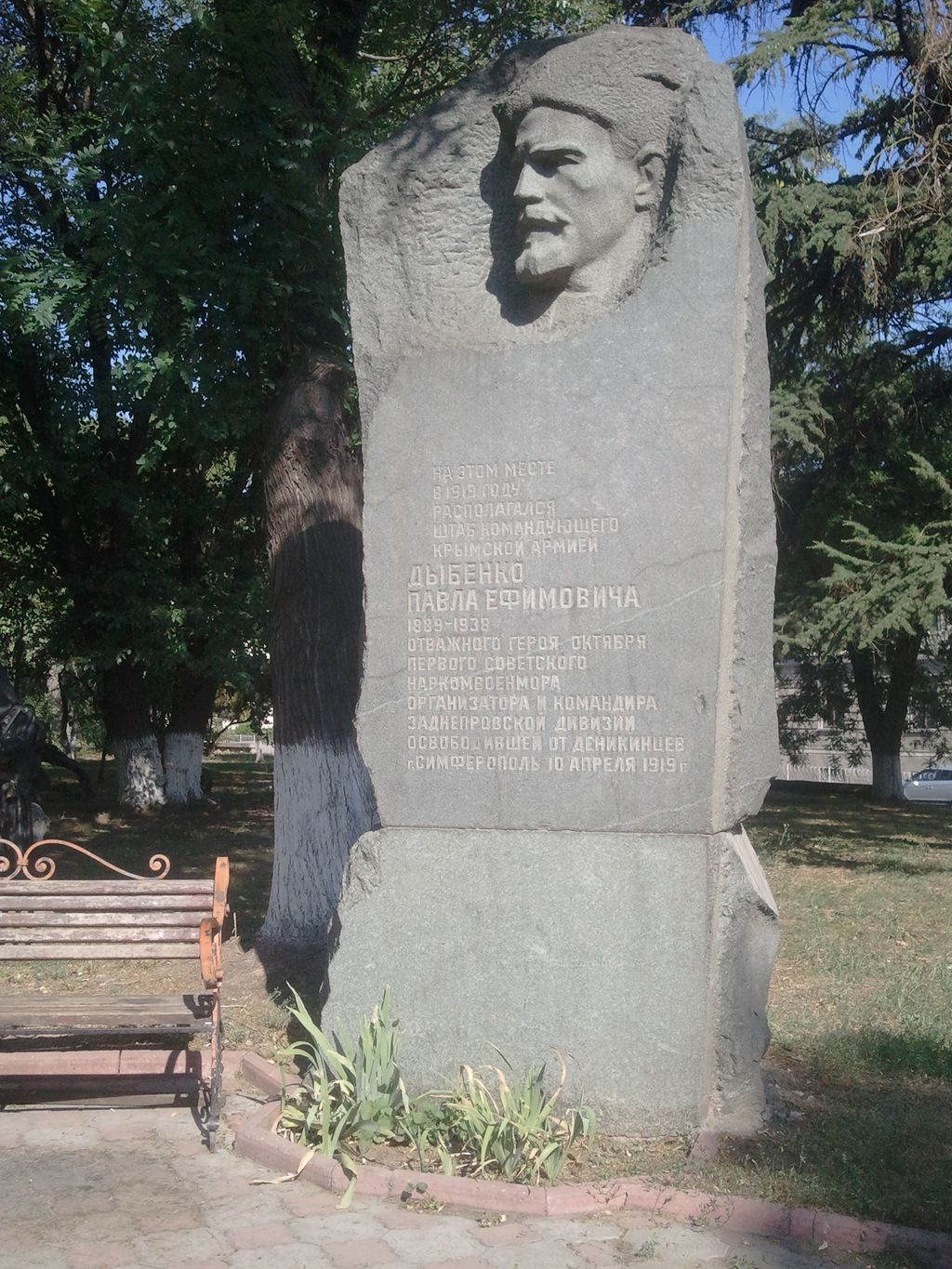
Меморіальна стела з горельєфом П. Є. Дибенка, першого наркомвоєнмору Російської Радянської Республіки, встановлена в Сімферополі в 1968-му там, де в 1919 році знаходився штаб Кримської радянської армії. Скульптор — Ніна Петрова.

У квітні 1919 року, коли Крим був знову окупований більшовиками, в готелі «Європейський» розташувався штаб 1-шої Задніпровської Української радянської дивізії на чолі з комдивом Павлом Дибенком та начальником політвідділу дивізії Олександрою Коллонтай. Пізніше тут же знаходився штаб новоствореної Кримської радянської армії.
До середини червня 1919 року більшовики були вибиті білогвардійськими військами з Криму. В останніх числах грудня 1919 року капітан Збройних сил Півдня Росії Микола Орлов отримав пропозицію від нового завідувача корпусного тилу капітана 2-го рангу Сергія Романовського сформувати особливий загін захисту Криму. Він почав формування загону (у деяких джерелах добровольчого полку) за оцінками Якова Слащова чисельністю близько 500 людей. Для штабу формування було надано готель «Європейський». Формування загону «відбувалося якось безладно, хаотично. Приходили люди, реєструвалися в Європейському готелі, йшли, заходили щодня, ніякої служби не несли» .
Під час заколоту капітана Орлова, озброєного виступу білих росіян проти верховного командування, в місті було здійснено арешти багатьох вищих цивільних і військових властей, заарештовано багато штаб-офіцерів, арештовано коменданта Севастопольської фортеці ген. Володимира Суботіна, начальник Штабу Новоросійської області генерал Віктор Чернавін. Усі заарештовані переведені до готелю Європейський, де містився штаб Орлова .

### У Кримській АРСР
30 травня 1924 року провулок Фарба був перейменований на Раднаркомівський, оскільки його головна будівля — колишній готель «Європейський» — зайняли КримЦВК, Раднарком та наркомати Кримської АРСР. З балкону будівлі керівництво Криму часто вітало різні демонстрації на вулиці Салгирній.
З 1935 по 1938 роки уряд мав власну будівлю і перед війною готель на короткий термін повернув своє первісне призначення, що простежується на підписах до фотолистівок.

### Під час німецько-радянської війни
Під час підготовки до оборони у 1941 році радянською стороною парадний під'їзд було закладено кладкою та перетворено на ДОТ з амбразурою.
Під час німецької окупації використовувався як адміністративний будинок керівництва генеральної округи Таврія. Тут розміщувалися Головне управління СД (служби безпеки) у Криму, Охоронна поліція СС, стіл знахідок та адресне бюро.
Споруда сильно постраждала в роки війни й була підірвана у квітні 1944 року під час відступу німців. Радянською владою було прийнято рішення її не відновлювати.
Завали було розібрано, але залишалися підвальні приміщення. "Дітьми ми з друзями любили досліджувати підвали зруйнованого готелю, усі шукали там скарби, незважаючи на небезпеку бути заваленими. Якось навіть знайшли залишки старої зброї, але дорослі швидко відібрали у нас небезпечні «трофеї». А коли робітники ламали одну з уцілілих стін, з неї віялом вилетів стос царських грошей і «керенок», тоді ми з хлопцями кинулися їх збирати" — Згадував Василь Керсанов, старожил Сімферополя.
Після війни, у 1950-ті, було остаточно знесено зруйновану будівлю готелю «Європейський» та головпоштамту, а в 1968 році на їхньому місці встановлено пам'ятник Петру Дибенку до 50-річчя заняття Сімферополя його військами.
У музеї історії міста Сімферополя, відкритому у червні 2009 року на вул. Пушкіна, 17, є велика зала присвячена дореволюційній історії міста Сімферополя. Тут розміщені прототип готелю «Європейський», телефонна будка, афішна тумба, ліхтарі.